# Pseudolasius minutus
Pseudolasius minutus é uma espécie de formiga do gênero Pseudolasius, pertencente à subfamília Formicinae.